# Бескомпромиссный маятник
Бескомпромиссный маятник (англ. Non-compromised Pendulum, укр. Безкомпромісний маятник) — книга о стиле боя, которому обучал тренер по боксу Каса Д’Амато своих учеников, более известному как пик-а-бу. Книга, написанная украинским учёным и исследователем боевых искусств Олегом Мальцевым и учеником Каса Д’Амато Томом Патти, была издана на русском и английском языках. Как пишет американский еженедельный спортивный журнал «Sports Illustrated», «Бескомпромиссный маятник» документирует идеологии и научные достоинства Д’Амато.

## История написания книги
Идея написания книги принадлежит одному из авторов книги — Олегу Мальцеву. Он более 20 лет исследовал личность Каса Д’Амато и созданный им стиль бокса. По его словам, интерес вызвала эффективность системы Каса Д’Амато, которому удалось воспитать трех чемпионов мира по боксу: Майка Тайсона, Флойда Паттерсона и Хоссе Торреса за довольно короткий промежуток времени.
При исследовании были изучены различные источники, в том числе книги и интервью людей, которые лично были знакомы с Касом Д’Амато и работали с ним и его учениками.
Для того, чтобы окончательно собрать всю систему воедино и получить недостающие данные, Олег Мальцев обратился к Тому Патти — человеку, который лично знал Каса, жил с ним определённый промежуток времени и тренировался по его системе. В Нью-Йорке, в ноябре 2017 года прошёл финальный этап исследования системы Каса Д’Амато и созданного им стиля бокса.
Авторами было принято решение, что в память о легендарном тренере — человеке, который сделал большой вклад в развитие профессионального бокса, — написанная ими книга будет опубликованной в открытом доступе.
С 26 октября по 4 ноября 2017 года в рамках финального этапа исследования состоялся международный онлайн-марафон, посвящённый памяти Каса Д’Амато. В марафоне приняли участие более 30 экспертов из мира профессионального бокса, чемпионов, тренеров, спортивных журналистов и психологов из Украины, России, Италии, Германии, Испании и США.
В ходе написания книги авторы открыли читателям новые неизвестные факты о Д’Амато и его системе, а также развенчали некоторые мифы, много лет витавшие вокруг имени Д’Амато. Например, удалось выяснить, что название стиля бокса Д’Амато «Пик-а-бу» было придумано журналистами, а не самим тренером или его учениками. Ученики Д’Амато и его окружение не использовали название Пик-а-бу, они называли это «стилем Каса Д’Амато». Также Том Патти подтвердил, что все ученики Д’Амато знали, что система, по которой они занимаются, является секретной, она не афишируется и передается в узком кругу.
Вымыслом оказалось и то, что Д’Амато заставлял своих учеников делать длительные пробежки ранним утром.

## Содержание книги
Книга «Бескомпромиссный маятник» рассматривает систему Каса Д’Амато под различными углами, уделяя внимание психологии, философии и принципу построения технических элементов. Книга описывает систему Д’Амато и его подход к воспитанию чемпионов на ринге и за его пределами.
Книга содержит 11 разделов. Первые 10 разделов описывают элементы системы Д’Амато, а 11-й раздел даёт объяснение самой системы, чем она отличается от классического бокса, особенности её применения в бою и построения тактики поединка.

## Критика
В журнале The Ring книга описывается как состоящая из двух частей — первая часть является анализом основ психологического подхода, а вторая — механикой стиля на ринге. Журналист отметил, что несмотря на относительно небольшое количество страниц книга представляет собой глубокое и увлекательное чтиво.
Президент Национальной лиги профессионального бокса Украины Михаил Завьялов в целом положительно оценил книгу. Однако готов поспорить с фрагментом книги, где говорится, что без инстинкта убийцы боксёр не станет королём на ринге. В противовес он ссылается на боксёров Василия Ломаченко и Александра Усика, которые по его мнению не обладают инстинктом убийцы.
Тренер в Ассоциации боксёров США Мартин Гонзалез оценил анализ технических элементов стиля и подхода к изучению психических процессов и психологии, описанных в книге. По словам Мартина Гонзалеза, он сам использовал стиль пик-а-бу при подготовке боксеров.
Журналист NY Fights Джон Гатлинг отмечает, что взгляд «Безкомпромиссного маятника» где-то посередине. По его мнению, Мухаммед Али считал Каса дьяволом, а для Майка Тайсона он был богом. Книга лежит где-то посередине и углубляет нас в научный мир Касса Д’Амато и его стиля. Джон считает книгу сложным психологическим курсом в подходе Каса Д’Амато к обучению и развитию образа жизни настоящего чемпиона.
Спортивный психолог, в прошлом боксер и тренер Балыкин Александр Иванович в своем отзыве написал, что эту книгу должны прочитать не только тренеры, но и спортсмены сборных команд Российской Федерации независимо от того, каким спортом они занимаются. Так как, по мнению Балыкина, система Каса Д’Амато будет актуальной всегда, для всех видов спорта. Также он отметил важность философской и психологической составляющей в системе Д’Амато, создания способа достижения победы для каждого спортсмена и команды специалистов, которых Д’Амато привлекал для подготовки боксеров. При этом спортивный психолог отметил, что только прочтение книги «Бескомпромиссный маятник» не обеспечит спортсменам и тренерам способность использовать систему Д’Амато. Для более глубокого понимания методики Каса Д’Амато нужны тренировки и занятия.
Историк бокса, основатель Боксерского зала славы в Лас-Вегасе Стив Лотт рассмотрел книгу, в которой говорится, что это часть того, чего никогда не делали в истории бокса. По мнению Стива Лотта, Кас был бы впечатлён тем, что автор понял, что 80 % бокса — это интеллектуальная и эмоциональная работа, а физические тренировки — лишь небольшая часть. Стив отмечает, что книга и некоторые концепции, изложенные в ней, могут быть слишком недосягаемыми для среднестатистического читателя.
Антонио Гречеффо сравнивает «Безкомпромиссный маятник» с «Книгой пяти колец» Миямото Мусаси и с трактатом Сунь-Цзы «Искусство войны». Грачеффо отмечает концепцию «2 + 3 = 5» и её практические аспекты как на ринге, так и вне его. Здесь число «2» означает поединок между тренером и учеником, с помощью которого тренер завоёвывает власть в глазах своего ученика. Грачеффо подчеркнул, что хотя Кас Д’Амато смог победить Майка Тайсона, он не повредил его личности. По его мнению, книга предназначена для создания бескомпромиссного подхода и мышления в жизни.